# Szimon Ben Szelomo
Szimon Ben Szelomo (hebr.: שמעון בן שלמה, ang.: Shimon Ben-Shlomo, ur. 1942 w Jemenie) – izraelski polityk, w latach 1984–1988 poseł do Knesetu z listy partii Szas.

## Życiorys
Urodził się w 1942 na terytorium obecnego Jemenu.
Do Izraela wyemigrował z rodziną w 1949. Ukończył jesziwę w Be’er Ja’akow oraz religijne seminarium nauczycielskie w Bet Szemesz.
W wyborach parlamentarnych w 1984 po raz pierwszy i jedyny dostał się do izraelskiego parlamentu z listy partii Szas. W jedynastym Knesecie zasiadał w komisjach finansów; pracy i opieki społecznej; konstytucyjnej, prawa i sprawiedliwości oraz spraw zagranicznych i obrony. 27 września 1988 opuścił partię, ostatnie dwa miesiące przed końcem kadencji pozostał posłem niezrzeszonym. W listopadowych wyborach utracił miejsce w parlamencie.
Był założycielem i dyrektorem generalnym organizacji Tora i Pokój